# Bad Lippspringe Challenger 1997
Il Bad Lippspringe Challenger 1997 è stato un torneo di tennis facente parte della categoria ATP Challenger Series nell'ambito dell'ATP Challenger Series 1997. Il torneo si è giocato a Bad Lippspringe in Germania dal 1 al 7 dicembre 1997 su campi in sintetico indoor.

## Vincitori

### Singolare
Michael Kohlmann ha battuto in finale  Rainer Schüttler 4-6, 7-6, 7-5

### Doppio
Tuomas Ketola /  Michael Kohlmann hanno battuto in finale  Dirk Dier /  Lars Koslowski 4-6, 6-3, 7-5